# Venice Boulevard

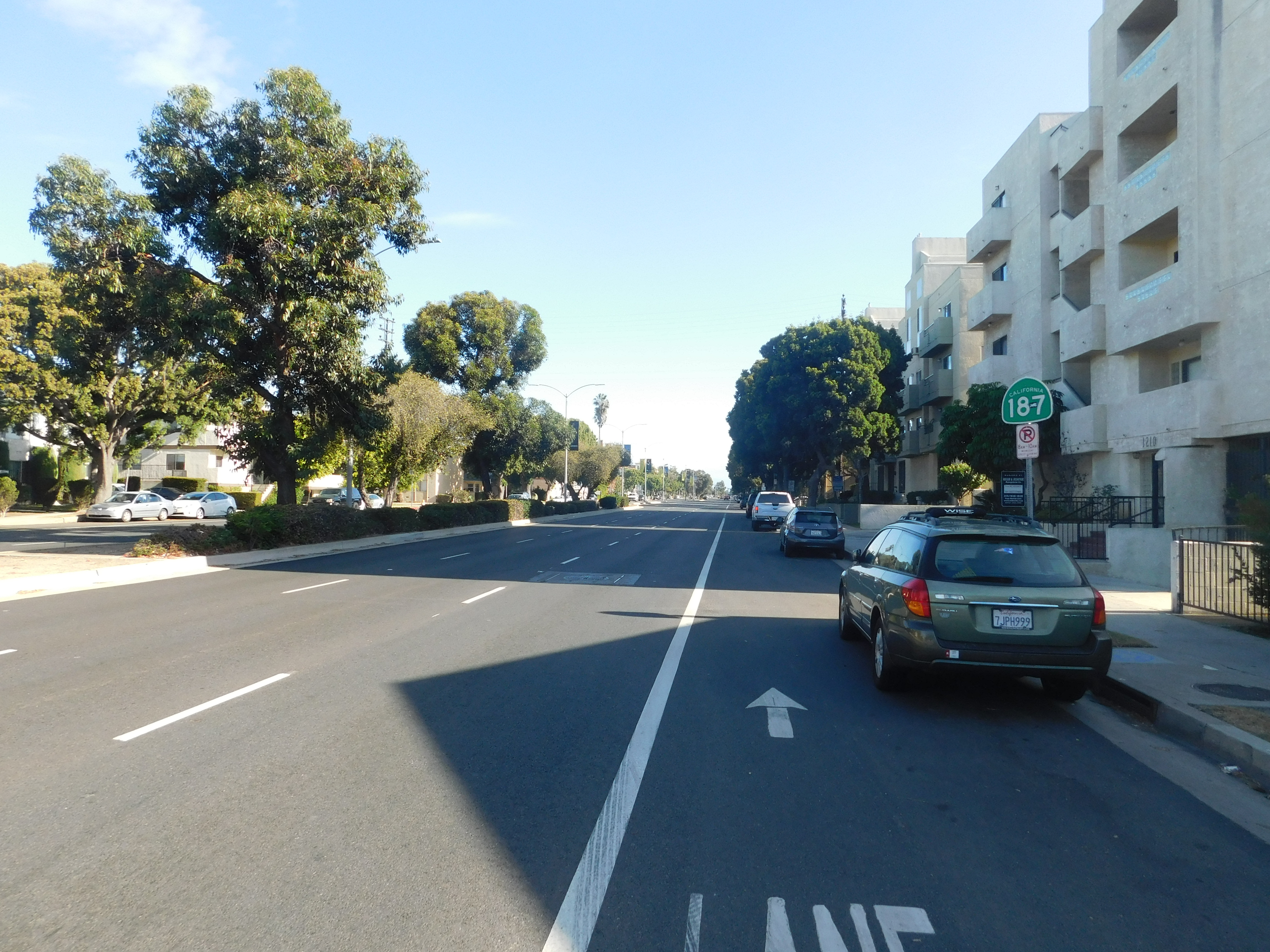

Venice Boulevard – ulica w Los Angeles biegnąca ze wschodu na zachód. Zaczyna się przy Pacific Avenue przy Oceanie Spokojnym w Venice, a kończy łącząc się z Santa Monica Freeway/Autostradą Międzystanową nr 10 (Interstate 10). Nazywana również Kalifornijską Drogą Stanową nr 187 (California State Route 187).